# 平洋水库
平洋水库是中国吉林省四平市公主岭市境内的一座水库，位于哞哞泡河上，建于1964年。水库正常库容为794万立方米，集雨面积为77平方千米，海拔为225.84米。